# Gmeinschwenden
Gmeinschwenden ist ein Gemeindeteil des Marktes Bad Grönenbach im oberschwäbischen Landkreis Unterallgäu (Bayern).

## Geographie

### Topographie
Das Dorf liegt etwa drei Kilometer südlich von Bad Grönenbach auf einer Höhe von 750 m ü. NN. Die Landkreisgrenze zwischen Unterallgäu und Oberallgäu verläuft unmittelbar südlich des Dorfes. Gmeinschwenden grenzt im Norden an das Dorf Herbisried, sowie im weiteren Verlauf im Uhrzeigersinn an die Weiler Kornhofen, Hueb und im Landkreis Oberallgäu an die Ortschaften Heusteig, Sachsenried und Sommersberg.

### Geologie
Gmeinschwenden liegt auf einer Jungmoräne mit Endmoränenzügen der Würmeiszeit des Pleistozäns. Der Untergrund enthält zum Teil Vorstoßschotter und Kies, sowie Sand, Ton und Schluff. Östlich von Gmeinschwenden, ungefähr bis zur Kreisstraße MN 24 besteht der Untergrund aus würmzeitlichen bis holozänen Seeablagerungen. Der Boden besteht aus Ton, Schluff, Mergel, Kalkschluff (Seekreide) und Sand.

## Geschichte
Gmeinschwenden wurde im Zuge der Waldrodung erschlossen. Der Ort wurde erstmals 1473 genannt. Im Dorf Gmeinschwenden befand sich ehemals eine Winkelschule.
| Lehrer der Winkelschule in Gmeinschwenden | Lehrer der Winkelschule in Gmeinschwenden | Lehrer der Winkelschule in Gmeinschwenden | Lehrer der Winkelschule in Gmeinschwenden                         |
| Nr.                                       | von                                       | bis                                       | Name                                                              |
| ----------------------------------------- | ----------------------------------------- | ----------------------------------------- | ----------------------------------------------------------------- |
| 1                                         |                                           |                                           | Rupertus Schabez, Ludimagister in Gmeinschwenden, † 15. März 1807 |
| 2                                         |                                           | 1848                                      | Benedikt Bott                                                     |
| 3                                         | 1848                                      | 1850                                      | Rochus Huber                                                      |
| 4                                         | 1850                                      | 1858                                      | Ludwig Epp                                                        |
| 5                                         | 1858                                      | 1863                                      | Andreas Haunsperger                                               |
| 6                                         | 1863                                      | 1867                                      | Ernst Angerer                                                     |
| 7                                         | 1867                                      | 1868                                      | Alfred Haltenberger                                               |
| 8                                         | 1868                                      | 1870                                      | Anton Eberle                                                      |
| 9                                         | 1870                                      | 1870                                      | Wilhelm Strobel, nur ein halbes Jahr lang                         |
| 10                                        | 1870                                      | 1872                                      | Pius Schauler                                                     |
| 11                                        | 1872                                      | 1874                                      | Paulus Kuen                                                       |
| 12                                        | 1874                                      | 1878                                      | Georg Pröller                                                     |
| 13                                        | 1878                                      | 1879                                      | Otto Kiechle                                                      |
| 14                                        | 1879                                      | 1880                                      | Benedikt Vogt                                                     |
| 15                                        | 1880                                      | 1880                                      | Eduard Rager, nur 4 Monate                                        |
| 16                                        | 1880                                      | 1881                                      | Friedrich Sauter                                                  |
| 17                                        | 1881                                      | 1883                                      | Karl Hofmann                                                      |
| 18                                        | 1883                                      | 1891                                      | Crispin Wech, erster definitiver Lehrer                           |
| 19                                        | 1891                                      | 1896                                      | Joh. Nep. Leinauer                                                |
| 20                                        | 1896                                      | 1896                                      | Heinrich Zirkel, nur einige Monate                                |
| 21                                        | 1896                                      | 1907                                      | Johann Eggensberger                                               |
| 22                                        | 1907                                      |                                           | Ernst Brugger                                                     |

## Kultur

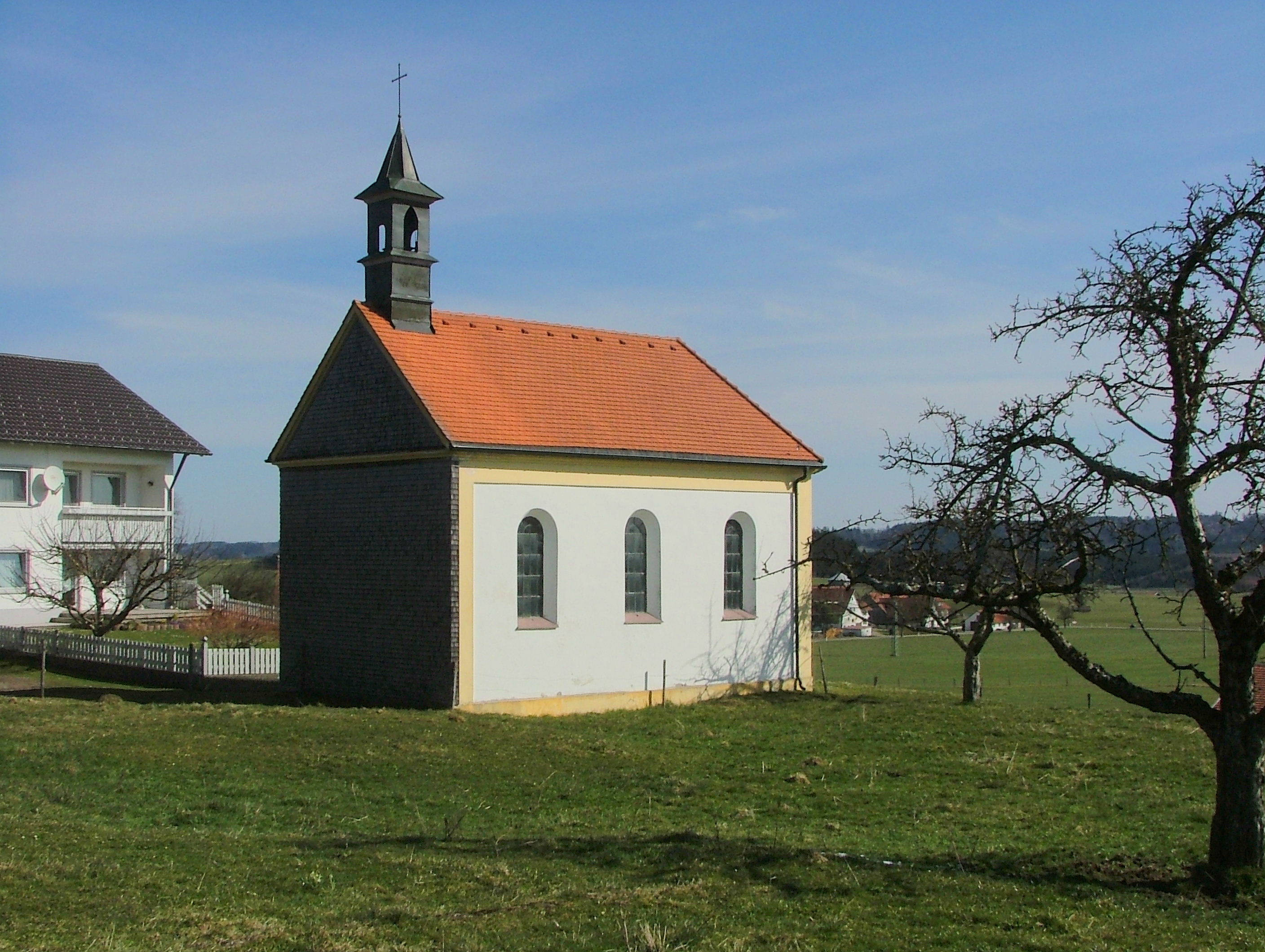
Kapelle St. Franz Xaver, Gmeinschwenden

### Baudenkmäler
Die 1885 errichtete Kapelle St. Franz Xaver besitzt einen Altar aus dem 18. Jahrhundert, der ursprünglich aus der Grönenbacher Pfarrkirche stammt. Die Kapelle wurde zuletzt 1985 umfassend saniert und steht unter Denkmalschutz. Ein zweigeschossiges Wohnhaus des 18. Jahrhunderts mit flachem Satteldach und überlukter Verschalung an der Westseite ist ebenfalls denkmalgeschützt.

## Persönlichkeiten
- Walburga Diepolder (1870–1905), Ordensfrau und Märtyrin